# Classification internationale type de l'éducation
Pour les articles homonymes, voir Cite.
La classification internationale type de l'éducation ou CITE ((en) International Standard Classification of Education, ISCED) est une classification des différents niveaux d'éducation qui peut s'appliquer pour tous les pays. 
Le document qui décrit ce système est élaboré par l'UNESCO entre 1975 et 1978, remis à jour en 1997 et à nouveau remis à jour en 2011.

## CITE 2011
La mise à jour de 2011 a porté le nombre de niveaux de 6 à 8, créant une possible confusion entre les normes CITE-1997 et CITE-2011. Les anciens niveaux 5 et 6 sont transformés en niveaux 5, 6, 7 et 8, créant un risque de confusion si la version de la norme n'est pas précisée.
Les équivalences dépendent de chaque pays:
| Niveau   | Description                                     | Équivalent France                         | Équivalent Belgique                   | Équivalent Suisse                        | Équivalent Québec                   | Équivalent Royaume-Uni   | Équivalent États-Unis               |
| -------- | ----------------------------------------------- | ----------------------------------------- | ------------------------------------- | ---------------------------------------- | ----------------------------------- | ------------------------ | ----------------------------------- |
| Niveau 0 | Maternelle                                      | École maternelle                          | École maternelle                      | École enfantine                          | Éducation préscolaire               | Nursery school           | Nursery school                      |
| Niveau 1 | Élémentaire                                     | École élémentaire                         | École primaire (CEB)                  | École primaire                           | Éducation primaire                  | Primary school           | Elementary School                   |
| Niveau 2 | Enseignement secondaire (1er cycle)             | Collège (DNB)                             | École secondaire inférieur (CE1D)     | École secondaire ou Cycle d'orientation  | École secondaire (années 1 et 2)    | High School ou Secondary | Middle school ou Junior High School |
| Niveau 3 | Enseignement secondaire (2nd cycle)             | Lycée (CAP, Baccalauréat)                 | École secondaire supérieur (CESS)     | College                                  | École secondaire (années 3 à 5) DES | College                  | College                             |
| Niveau 4 | Enseignement post-secondaire non-supérieur      | Capacité en droit, DAEU                   | École secondaire supérieur (Septième) | Lycée, CFC                               | DEC Préuniversitaire DEP            | High School              | High School                         |
| Niveau 5 | Enseignement supérieur court                    | DEUG, BTS, DUT                            |                                       |                                          | DEC technique                       |                          | College Undergraduate               |
| Niveau 6 | Licence ou équivalent                           | Licence ou BUT                            | Bachelier                             | Bachelor ou Diplôme ES ou Brevet Fédéral | Baccalauréat                        | Bachelor Degree          | Bachelor Degree                     |
| Niveau 7 | Master ou équivalent (dont doctorat de santé)   | Master, diplôme d'État de docteur (santé) | Master                                | Maîtrise ou Master ou Diplôme Fédéral    | Maîtrise                            | Master Degree            | Master Degree                       |
| Niveau 8 | Doctorat ou équivalent (hors doctorat de santé) | Doctorat                                  | Doctorat                              | Doctorat                                 | Doctorat                            | Doctorat                 | Doctorat                            |

## CITE 1997
D'après le site officiel de l'UNESCO.
| Niveau   | Description |
| -------- | --- |
| Niveau 0 | École maternelle |
| Niveau 1 | Enseignement primaire ou premier cycle de l'éducation de base                                                                                   |
| Niveau 2 | Premier cycle de l'enseignement secondaire ou deuxième cycle de l'éducation de base                                                             |
| Niveau 3 | Enseignement secondaire (deuxième cycle) |
| Niveau 4 | Enseignement post secondaire non-supérieur |
| Niveau 5 | Premier cycle de l'enseignement supérieur, ne conduisant pas directement à un titre de chercheur de haut niveau (ex. licence, maîtrise, master) |
| Niveau 6 | Deuxième cycle de l'enseignement supérieur, conduisant à un titre de chercheur de haut niveau (ex. doctorat).                                   |